# Dimi Palos
Dimitrios Papadopoulos (* 15. Juli 1941 in Athen; † 2. Dezember 2018) war ein griechischer Sänger (Tenor).

## Leben
Palos studierte am griechischen Nationalkonservatorium Gesang. Seit 1960 lebte er in Deutschland. Er studierte an den staatlichen Musikhochschulen in Köln und München. 1970 gründete Palos die erste private Musikschule in Bayern. Heute heißt die Schule „Musikakademie München – Akademie für Musik und Theater“ und wird von seiner Tochter Daniela geleitet. Von 1968 bis 1977 sang er als erster Chortenor mit Soloverpflichtung am Staatstheater am Gärtnerplatz in München. Seit 1978 war er Doktor der Philosophie (Doktorarbeit: Assoziation und Kreativität durch Musikhören).
Palos leitete den Fachbereich Oper an der Musikakademie München und war Regionalchorleiter Süd des Deutschen Chorverbandes (DCV).